# Edem Muradasilov
Edem Muradasilov (uzbekiska: Edem Yagyayevich Muradasilov, ryska: Эдем Ягьяевич Мурадасилов: Edem Jagjajevitj Muradasilov), född den 20 maj 1960 i Tjirtjik i Uzbekiska SSR i Sovjetunionen (nu Chirchiq i Uzbekistan), är en uzbekisk före detta kanotist som tävlade för Sovjetunionen.
Muradasilov tog bland annat VM-silver i C-2 500 meter i samband med sprintvärldsmästerskapen i kanotsport 1981 i Nottingham. 
Efter att ha avslutat den aktiva karriären bytte han till tränare och arbetar nu som kajak- och kanottränare Pivdenne i Ukraina.